# Scopula subtincta
Scopula subtincta là một loài bướm đêm trong họ Geometridae.